# Polystachya estrellensis
Polystachya estrellensis, vrsta orhideje u rodu polistahija iz podtribusa Polystachyinae, dio tribusa Vandeae. Raširena je po Brazilu, i jedina vrsta orhideje koja raste na otoku Ilha da Trindade, u otočju Trindade i Martim Vaz
Ova vrsta navodi se kao sinonim za Polystachya foliosa i najvjerojatnije jest, ali je za sada odvojen.

## Sinonimi
- Dendrorkis estrellensis (Rchb.f.) Kuntze